# Tang Haili
Tang Haili (30 de desembre de 1962) és un esportista xinès que va competir en judo, guanyador d'una medalla de plata als Jocs Asiàtics de 1986 en la categoria de –78 kg.

## Palmarès internacional
| Jocs Asiàtics | Jocs Asiàtics         | Jocs Asiàtics | Jocs Asiàtics |
| Any           | Lloc                  | Medalla       | Categoria     |
| ------------- | --------------------- | ------------- | ------------- |
| 1986          | Seül ( Corea del Sud) | 2             | –78 kg        |